# Warir (île)
L'île Warir ou Waiji est une île des îles Raja Ampat, dans la province de Papouasie du Sud-Ouest, en Indonésie. Situé dans le détroit de Sele, au large de la côte est de l'île de Salawati. L'île Warir a une superficie de 428 km² sa longueur du nord au sud est de 9 km et son étendue est-ouest varie entre 25 km et 6km . L'île Warir est relativement basse, le point culminant s'élevant à 80m. L'intérieur est boisé, avec des forêts de mangroves entourant la zone côtière et quelques terres agricoles dans la partie nord de l'île. Il y a un village Wamega situé sur la côte nord-ouest.
L'île de Warir est utilisée depuis longtemps pour l'agriculture et constitue une île importante pour les habitants des villages de Samate et Kalobo sur l'île de Salawati. Pendant environ un an, pendant la Seconde Guerre mondiale, l'île a été habitée par le peuple Samate qui avait fui l'occupation japonaise de son village. Après la mise en place du gouvernement indonésien dans les années 1960, des immigrants Bugis se sont également installés sur cette île.
Les eaux autour de l'île Warir sont incluses dans la zone marine de conservation du détroit de Dampier.

## Géographie
À l'ouest de l'île de Warir se trouve l'étroit et long détroit de Lenna (largeur comprise entre 0,5 et 1,1 km), qui la sépare de l'île de Salawati, où se trouve le village de Kalobo. De petites îles telles que l'île Waif, Motop, Kalobo Peleh et Kalobo Wei sont également situées dans le détroit de Lenna. Sur la côte sud de l'île Warir, il y a un étroit bras de mer qui la sépare de trois petites îles, à savoir l'île Warir Manyanyim (d'une superficie de 0,3 km²), Warir Takektol (0,8 km² ), une île sans nom d'une superficie de 0,45 km².
Au sud-est, un bras de mer étroit similaire sépare également l'île de Batimee (4,6 km² ) et l'île Winkle (0,8 km² ). L'île de Batimee est entourée des petites îles de Batimee Lil, Sobrain Maralol, Sobrain Sawi et Batimee Ket. Plus au nord, le long de la côte de Warir, se trouve la petite île de Wamasinketo. Située à la pointe nord-est de Warir, l'île de Kasim, également connue sous le nom de Kasiem ou Kasimraja  mesure 0,17 km².